# Alexandre Pétion

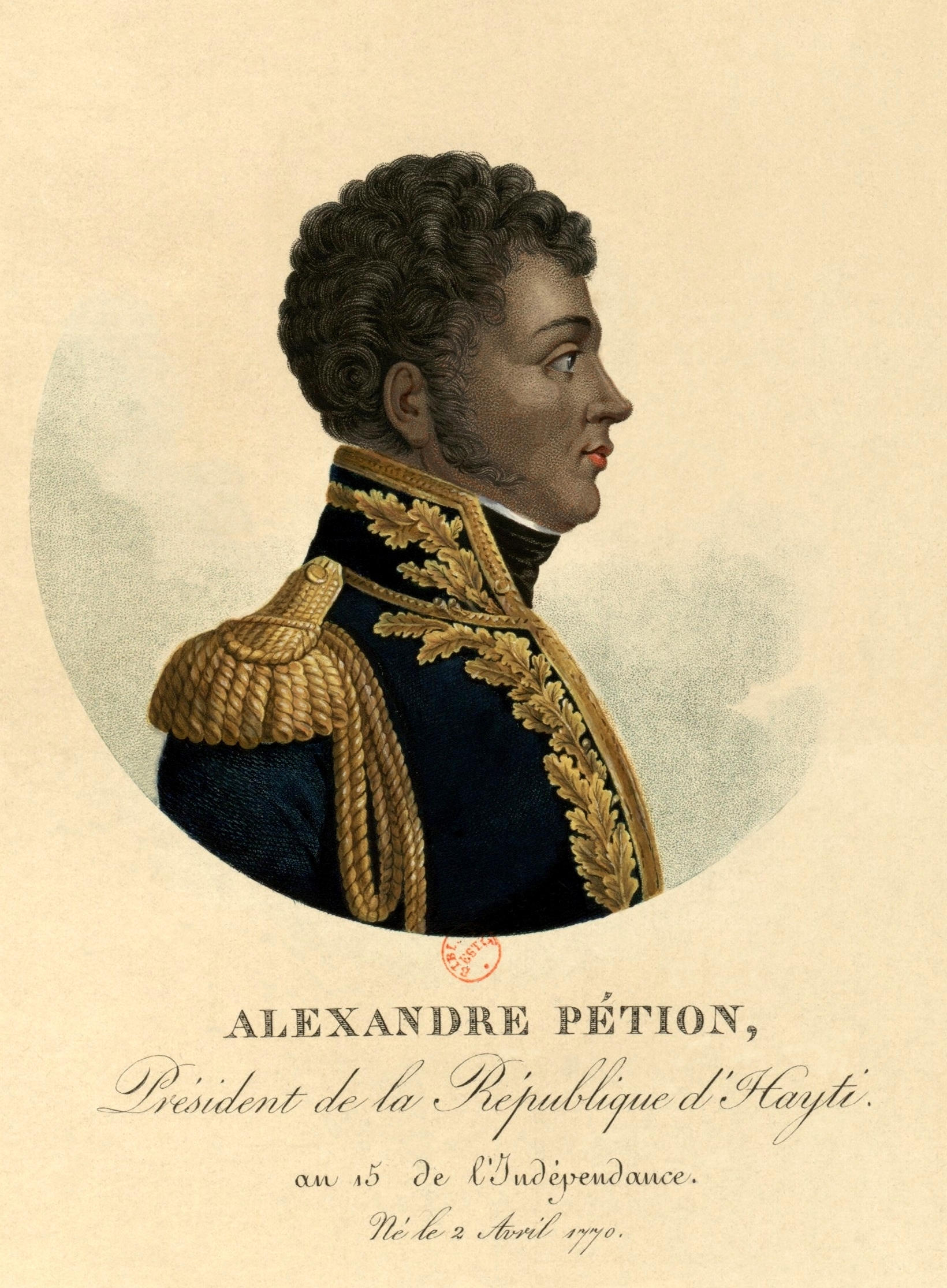
Alexandre Pétion

Alexandre Sabès Pétion, född 2 april 1770 i Port-au-Prince, Haiti, död 29 mars 1818 i Port-au-Prince, Haiti, var en upprorsmakare, känd för sin liberala politik och sitt stöd till den sydamerikanske frihetskämpen Simón Bolívar. Han var president i tre omgångar 1807–1811, 1811–1815 och 1815–1818.
Pétion var kvarteron (7/8 vit och 1/8 svart), ingick i armén, deltog i upprorsrörelsen på Haiti under franska revolutionen och tog 1800 ställning mot François Toussaint l'Ouverture. Han begav sig 1801 till Paris och återänvde med franska armén till sin Haiti där han kämpade mot Toussaint. När efter dennes fall åter uppror utbröt, anslöt sig Pétion till detta, bekämpade senare såväl 
Jean-Jacques Dessalines som Henri Christophe. 1806 lät han utropa en självständig republik på södra och västra Haiti, varefter han som president styrde dessa delar av ön till sin död.